# Cyclopsitta
Cyclopsitta è un genere di uccelli della famiglia degli Psittaculidi.

## Tassonomia
Comprende le seguenti specie:
- Cyclopsitta gulielmitertii (Schlegel, 1866) - pappagallo dei fichi pettoarancio
- Cyclopsitta diophthalma (Hombron & Jacquinot, 1841) - pappagallo dei fichi dagli occhiali